# Paarsharttrechtertje
Het paarsharttrechtertje (Rickenella swartzii) is een schimmel in de familie Rickenellaceae. Het leeft saprofiet tussen mossen in voedselrijke graslanden en bossen.  Vruchtlichamen zijn te vinden van de zomer tot de herfst.

## Kenmerken
Hoed
De hoed heeft een diameter van 4 tot 10 cm. Het centrum is paarsbruin. De hoedrand is bleker van kleur.
Lamellen
De lamellen lopen langs de steel af. Ze zijn bij jonge vruchtlichamen vuilwit en kunnen bij veroudering later bleekgeel worden.
Steel
De steel is 1,5 tot 4,0 cm lang, fijn behaard en aan de bovenzijde bruingekleurd.
Sporen
De sporen zijn glad, elliptisch, dunwandig, inhoud korrelig, inamyloïde, wit in bulk en meten 4,0-5,5 (6) × 2,5-3,5 µm.

## Verspreiding
Het paarsharttrechtertje komt voor in Europa, Noord-Amerika, Australië en Nieuw-Zeeland. Ook zijn er enkele waarnemingen bekend uit Azië. In Nederland komt het zeer algemeen voor. Het staat niet op de rode lijst en is niet bedreigd.

## Foto's

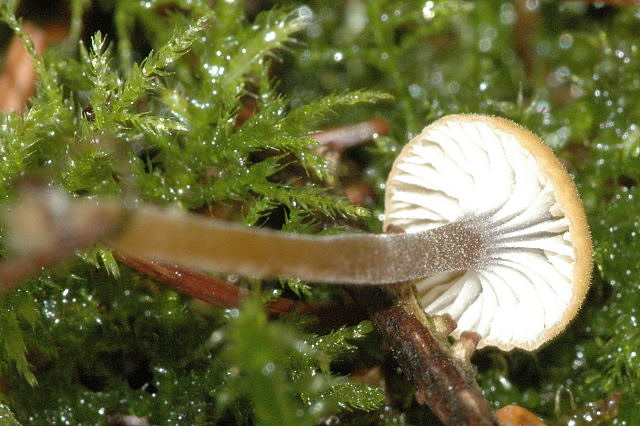
Lamellen
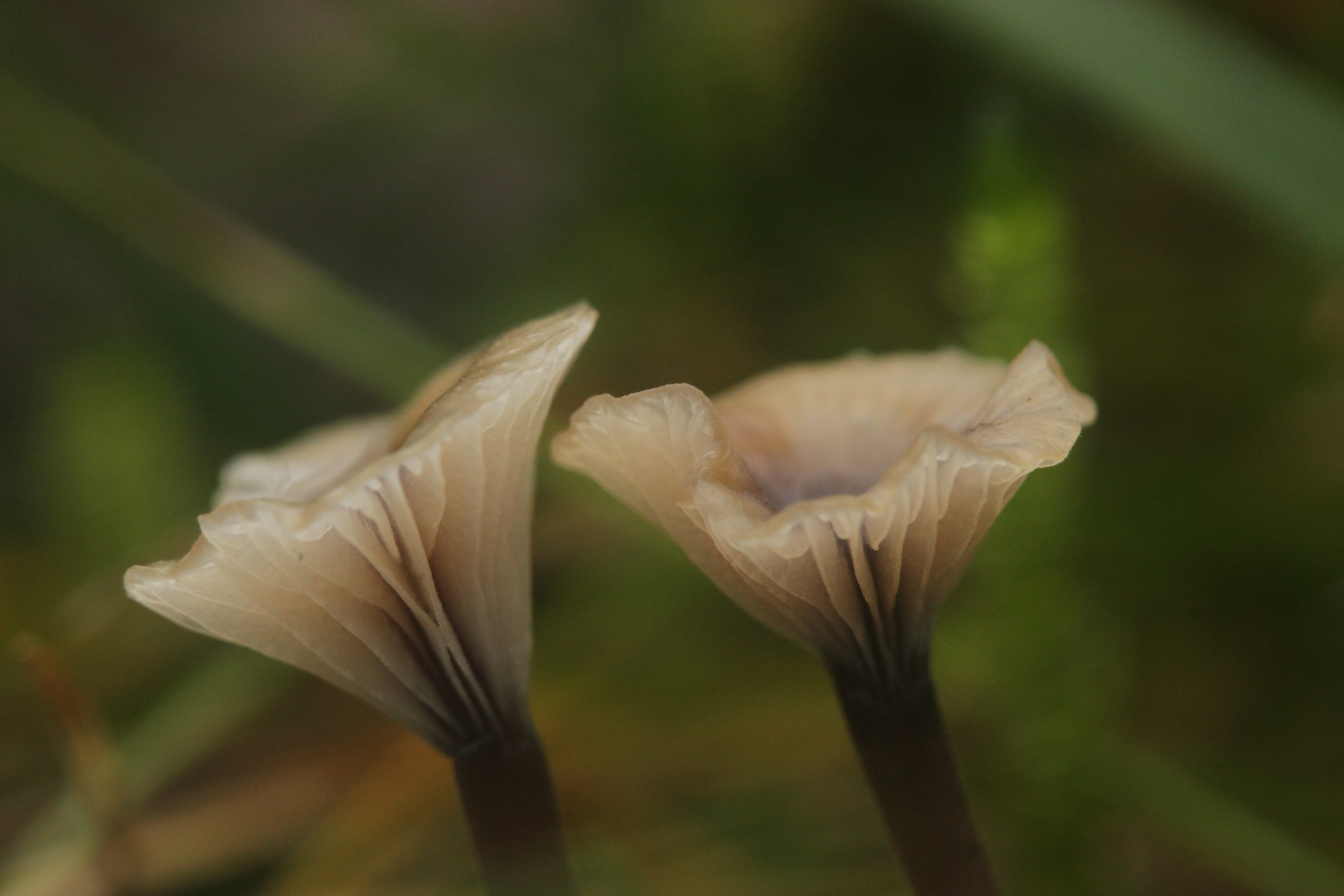
Zijaanzicht